# Миссия на Марс
«Ми́ссия на Марс» (англ. Mission to Mars) — американский фантастический фильм режиссёра Брайана Де Пальмы о спасательной миссии на планету Марс после катастрофы, постигшей первую экспедицию на красную планету.

## Сюжет
В 2020 году люди отправляют первую пилотируемую экспедицию на Марс. Четыре члена экипажа, прибыв на красную планету, обнаруживают загадочное геологическое образование вблизи места посадки. Передав новость о находке в командный центр на борту Всемирной космической станции, они направляются к местоположению образования для дальнейших исследований. Вблизи образования они слышат загадочный звук, но считают, что это лишь помехи от их марсохода. Попытка просканировать образование радаром приводит к появлению огромного полуразумного вихря вокруг образования, который убивает троих членов экипажа, оставляя в живых лишь командира корабля Люка Грэма (Дон Чидл). Также это образование испускает очень мощный электромагнитный импульс, уничтожающий большинство работающей электроники на борту корабля. Несмотря на это, Люку Грэму удаётся послать одно сообщение через автоматический модуль снабжения на орбите Марса.
Получив неразборчивое сообщение от Грэма, командование на Земле в скором порядке посылает вторую миссию на Марс. Членами экипажа являются коммандер Вудро «Вуди» Блэйк (Тим Роббинс), сокоммандер Джим Макконнелл (Гэри Синиз), специалист Терри Фишер (Конни Нильсен), жена Вуди, и специалист Фил Олмайер (Джерри О'Коннелл). Цель миссии — расследование трагедии и спасение возможных выживших. Когда корабль готовят к выходу на орбиту Марса, на пути корабля появляется микрометеоритный рой, который пробивает обшивку. Экипажу удаётся быстро заделать пробоину и остановить утечку воздуха.
Однако экипаж не замечает ещё одну пробоину в топливной магистрали одного из маршевых двигателей. При зажигании двигателя вытесненное в космос топливо взрывается, разрушая корабль. Экипажу остаётся лишь быстро надеть скафандры и выйти в открытый космос, надеясь маневрировать к модулю снабжения, оставшемуся на орбите от первой экспедиции. Но и здесь судьба не улыбается астронавтам — модуль движется на низкой для них орбите и слишком быстро. Вуди использует всё топливо своего ракетного ранца, чтобы долететь до модуля, и закрепляет на нём трос. Однако самому ему не удаётся остановить свой полёт и он продолжает падать на Марс. Терри, желая спасти его, отсоединяет свой трос. Вуди, понимая, что так она тоже погибнет, кончает жизнь самоубийством, снимая свой шлем.
Трое оставшихся астронавтов при помощи модуля совершают посадку на планету. Хотя сам модуль уже не сможет взлететь, спасатели взяли с собой новые материнские платы для корабля первой экспедиции, взамен сгоревших в ЭМИ. Прибыв на базу первой экспедиции, они обнаруживают живого Люка, который рассказывает новоприбывшим о находке, стоившей членам его экипажа жизни, — то геологическое образование является ничем иным как марсианским Сфинксом (или марсианским «лицом»). За время полёта второй миссии Грэхем пытался разузнать побольше об этой структуре. Он показывает спасательной команде свою самую важную находку — запись звука, который он услышал вблизи образования. После нескольких месяцев анализа этого звука он понял, что звук является диаграммой человеческой ДНК на прямоугольной системе координат в пространстве.
Вместе астронавты приходят к выводу, что загадочные сигналы на самом деле являются запросом, так как диаграмма является неполной. Джим Макконнелл понимает, почему погибла первая экспедиция — ответом должен был быть аналогичный сигнал, дополняющий человеческую ДНК, но, по незнанию, первая экспедиция ударила по Сфинксу радаром. Так как ответ был неверный, охранная система структуры (вихрь) уничтожила нарушителей.
Послав к Сфинксу робота, земляне передают через него сигнал с дополненной ДНК. В «лице» появляется вход. Все, кроме Олмайера, который должен починить корабль, отправляются к «лицу», входят в него, после чего вход закрывается, и астронавты теряют связь с Олмайером на корабле. Вскоре помещение заполняется земной атмосферой, и люди снимают шлемы. Пройдя в открывшийся шлюз, они обнаруживают тёмную комнату, где видят огромную трёхмерную проекцию Солнечной системы.
Затем появляется голограмма марсианина, беззвучно объясняя, что в давнем прошлом в землеподобный Марс ударил огромный астероид, разрушивший экосистему планеты. Марсианам пришлось эвакуировать свою расу в другие звёздные системы (возможно, в другую галактику). Но во время эвакуации они также послали один корабль с Марса на соседнюю Землю. Прошло множество лет после этой панспермии, и новые формы жизни, образовавшиеся из присланных ДНК, развились и стали людьми, которые должны были однажды вернуться домой (на Марс), чтобы Сфинкс распознал в них потомков этого грандиозного эксперимента. Голограмма марсианина исчезает, и одному из людей предоставляется шанс полететь на новый мир марсиан. На это идёт Джим Макконнелл, потерявший жену за несколько лет до экспедиции, и прощается с друзьями. Двум оставшимся астронавтам из-за начавшейся песчаной бури едва удаётся добраться до своего корабля, и то лишь потому, что Олмайер, вопреки приказу, задерживает взлёт. Взлетев, экипаж наблюдает в иллюминаторе, как марсианский корабль с Джимом улетает с огромной скоростью по направлению к далёкой галактике…

## В ролях
| Актёр              | Роль               |
| ------------------ | ------------------ |
| Гэри Синиз         | Джим Макконнелл    |
| Тим Роббинс        | Вудро «Вуди» Блэйк |
| Джерри О’Коннелл   | Фил Олмайер        |
| Дон Чидл           | Люк Грэм           |
| Ким Дилейни        | Мэгги Макконнелл   |
| Армин Мюллер-Шталь | Рэмиер Бек         |
| Элиз Нил           | Дебра Грэм         |
| Конни Нильсен      | Терри Фишер        |
| Мэрилин Норри      | Луиза              |
| Питер Аутербридж   | Сергей Киров       |
| Каван Смит         | Николас Уиллис     |
| Джилл Тид          | Рене Коте          |

## Критика
В США фильм получил в основном негативные отзывы кинокритиков. По данным сайта «Rotten Tomatoes», 24% из 115 опрошенных критиков дали фильму положительную оценку со средним баллом 4,1 из 10 и единодушным мнением: «В этом поверхностном, но визуально потрясающем фильме красота — лишь внешняя».  На Metacritic, который выставляет средневзвешенную оценку из 100 на основе отзывов критиков, фильм получил 34 балла из 36 на основе 36 отзывов. Кроме того, фильм был номинирован на премию «Золотая малина» в категории «Худший режиссёр» (Брайан Де Пальма), где номинант уступил Роджеру Кристиану, «удостоенному» награды за фильм «Поле битвы Земля». Зрители, опрошенные CinemaScore, поставили фильму оценку «C−» по шкале от A до F.
Реакция франкоязычных критиков на фильм была более доброжелательной. Журнал «Cahiers du cinéma» посвятил несколько статей Де Пальме и «Миссии на Марс» во время выхода картины на экран и поставил фильм на 4 место в списке 10 лучших фильмов 2000 года. Фильм был показан вне конкурсной программы на Каннском кинофестивале 2000 года.

Синиза и Роббинса, пару очень хороших актёров, просят произнести несколько ужасно неуклюжих реплик. Когда Роббинс говорит: «Хорошо, мы готовы зажечь эту свечу» перед началом съёмок, это звучит как пародия на язык астронавтов.
— Боб Грэм, статья в «San Francisco Chronicle».
Марк Халверсон, пишущий в «Sacramento News & Review», сказал: «Мой „внутренний ребенок“ почувствовал себя обманутым из-за того, что фильм перескочил с барбекю астронавтов на Марс даже без запуска ракеты, и что лучший спецэффект (кивок в сторону песчаной бури из фильма „Мумия“) был показан в первые 20 минут». Он добавил: «Этот визуально привлекательный беспорядок также включает в себя обрывки дурацких диалогов и забавно выглядящего инопланетянина». 
Оставшийся равнодушным Боб Грэм из «San Francisco Chronicle» написал, что фильм «...уносится в космос-мистико племени мумбо-юмбо. Предполагается, что мы разделяем благоговейный трепет персонажей перед чудом Вселенной, но, скорее всего, зрители зададутся вопросом, о чем думали создатели фильма». Грэм охарактеризовал «Миссию на Марс» как «очень неоднозначную картину: рапсодическая кинематография, несколько подлинных потрясений среди удушающей атмосферы липкости, впечатляющие визуальные эффекты — даже если некоторые, кажется, существуют в вакууме – и абсолютно безумный вывод». 
Роджер Эберт из «Chicago Sun-Times» сказал, что фильм «содержит разговоры, которые затягивают сверх всякой меры. В нём тихо, когда тишина не нужна. В нём есть действия, противоречащие здравому смыслу. И на протяжении долгого времени персонажи не произносят ничего, кроме шаблонных фраз». Он считал, что «в нём слишком много промахов. Но в нём есть и необычные вещи. Как будто режиссёр, одарённый Брайан Де Пальма, справляется с трудностями, но сценарий не даёт ему ничего сделать в промежутках между ними». Однако у фильма были и сторонники. 
Майкл Уилмингтон из «NY Daily News» воскликнул, что фильм был «одним из самых великолепных научно-фантастических фильмов в истории — и, вероятно, одним из самых реалистичных в деталях и научной экстраполяции».  
Ричард Корлисс из «Time» прокомментировал, что «...это не 2001 год, но для 2000-го сойдёт». 
Уильям Арнольд из «Seattle Post-Intelligencer» добавил к положительным отзывам следующее: «То тут, то там вдохновляющий кадр оживляет фильм и, по крайней мере в трёх его эпизодах, я сидел на краешке кресла». 
В своей статье для The Austin Chronicle Марк Савлов отметил, что «„Миссия на Марс“ становится жертвой непреодолимого чувства человека, постоянно пытающегося всем угодить». Он пошел дальше, заявив, что «Де Пальма стремился охватить большую аудиторию и, по-видимому, пожертвовал теми чертами, которые привлекли нас к нему в первую очередь: его исключительным видением, его клинической стилистикой и ощутимым чувством страха, которое порождают его лучшие фильмы». 
В неоднозначной рецензии Джеймс Берардинелли, пишущий для «ReelViews», назвал фильм «...неумело срежиссированным, плохо сыгранным и написанным по сценарию с прицелом на глупость и бессвязность; фильм стоит посмотреть только тем, кто отчаянно нуждается в том, чтобы вздремнуть. И, как это часто бывает, когда крупнобюджетный, высокорейтинговый фильм саморазрушается, данный фильм делает это весьма эффектно». 
Описывая неоднозначное мнение, Джим Хоберман из «The Village Voice» сказал, что «...фильм наполнен «нежным духом, который в равной степени основан на браваде Бака Роджерса и барбекю на заднем дворе, на целиком сгоревшем бургере, пропитанном элегической музыкой Эннио Морриконе в стиле вестерн». 

К сожалению, в заключительных сценах фантазия создателей фильма иссякает; финальная сцена фильма похожа на высокотехнологичную музейную экспозицию под названием «2001: Космическая одиссея для чайников».
— Маргарет А. МакГурк, «The Cincinnati Enquirer».
Элвис Митчелл из «The New York Times» заявил, что «...визуальный дизайн впечатляет, а сцены на поверхности Марса выглядят настолько реалистично, что фильм можно было бы принять за натурные съёмки. Голографический эпизод, подробно описывающий эволюционную связь между Землей и Марсом, поставлен потрясающе хорошо». Однако в конечном итоге он пришел к выводу, что "«...во всем фильме не было ни одного оригинального момента, а партитура настолько повторяющаяся, что её можно было скачать прямо с сайта EnnioMorricone.com». 
Аналогичным образом, Тодд Маккарти написал в «Variety», что «...драматическая упаковка фильма, в которой он представлен, настолько непрочна, неубедительна и плохо обработана, что невозможно увлечься предлагаемой иллюстрированной версией креационизма». Он отметил, что «...в изобразительном плане фильм выглядит гладким и нетронутым. Де Пальма и его постоянный оператор Стивен Бурум по возможности используют свои фирменные парящие и вращающиеся движения камеры, и на борту спасательного корабля есть несколько очень красивых кадров».  
Лиза Шварцбаум, пишущая для «Entertainment Weekly», пришла к выводу, что «„Миссия на Марс“ заставляет нас задуматься о возвышенных вещах: о храбрости исследователей, о гениальности нашей национальной космической программы, о смирении, необходимом для того, чтобы осознать, что мы, земляне, не являемся венцом творения. Но фильм Де Пальмы слишком неуверенный, слишком нервозный и застенчивый, чтобы заставить нас замолчать и прислушаться к сказанному».